# Tlalocohyla Celeste
Tlalocohyla Celeste (Anura, Hylidae) es una especie de rana arborícola descubierta en el norte de Costa Rica y dada a conocer en una publicación científica en agosto de 2022.

## Descripción
Se encuentra en la Reserva Natural Valle del Tapir en Bijagua de Alajuela, localizada entre los volcanes Tenorio y Miravalles en el Caribe norte de Costa Rica.
Según el artículo:

La nueva especie se distingue fácilmente de todos los congéneres por su coloración verde brillante marcada con una franja dorsolateral clara incompleta que está bordeada arriba por una franja difusa de color marrón rojizo. El dorso está marcado con llamativas manchas de color marrón rojizo y su piel ventral es completamente transparente.

Esta es una de las 37 especies de anfibios que existen en el Valle del Tapir.